# Mieczysław Braun
Mieczysław Braun (ur. 29 maja 1902 w Łodzi, zm. 17 grudnia 1941 lub 2 lutego 1942 w Warszawie) – polski poeta i adwokat żydowskiego pochodzenia, przedstawiciel tzw. poezji pracy, przyjaciel Władysława Broniewskiego.

## Życiorys
Urodził się w Łodzi jako Aleksander Mieczysław Bronsztejn. Był synem Izaka Bronsztejna i Natalii z domu Szuman, przybyłych do Łodzi z Dubna na Wołyniu. W swojej twórczości literackiej używał jedynie imienia Mieczysław, zaś nazwisko Bronsztejn poddawał lekkim modyfikacjom na Braunstein lub Bronsztejn vel Braunstein. W listopadzie 1928 roku przeprowadził urzędową zmianę nazwiska na Braunsztajn, jednak już w tym czasie w twórczości posługiwał się skróconą wersją nazwiska Braun. 
W 1912 roku, mając 10 lat rozpoczął naukę w państwowej Szkole Realnej w Łodzi. Od trzeciej klasy przeniósł się jednak do prywatnego Ośmioklasowego Gimnazjum Męskiego Bogumiła Brauna, które mieściło się przy ulicy Dzielnej. Szkoła ta miała polski język wykładowy oraz profil filologiczny, bardziej odpowiadający zainteresowaniom przyszłego poety. Pobyt w tym gimnazjum i dramat I wojny światowej spowodowały rozbudzenie zainteresowań literackich Brauna, a wkrótce potem jego debiut.
Po 1918 roku grupa chłopców o wyraźnych zainteresowaniach literackich, a wśród nich Braun nawiązała kontakt z życzliwie interesującym się swym rodzinnym miastem Julianem Tuwimem i innymi poetami. Pod ich patronatem i z autorskim udziałem, ukazał się w 1919 roku jedyny numer pierwszego w Łodzi czasopisma literackiego „Tańczący Ogień”. Redaktorem jego został późniejszy dziennikarz Henryk Stefan Płochocki, ale głównymi autorami i zdaje się faktycznymi jego kierownikami byli: siedemnastoletni Braunstein (bo jeszcze tym nazwiskiem się podpisywał) oraz o dwa lata starszy odeń Aleksander Kraśniański.
W 1920 roku, po zdaniu do ostatniej klasy gimnazjum, wstąpił do Wojska Polskiego i w lipcu tego roku wyjechał na front pod Warszawę. W szeregach 31 Pułku Strzelców Kaniowskich oraz 2 Pułku Piechoty Brygady Syberyjskiej uczestniczył w walkach pod Radzyminem, Pułtuskiem, Nasielskiem, Makowem Mazowieckim, Borkiem. 19 sierpnia został ciężko ranny. Uratował go wówczas przed śmiercią, wynosząc z pola walki, jego rówieśnik, jak on gimnazjalista łódzki Jerzy Szarski, znany później w literaturze pod przybranym nazwiskiem Zawieyskiego.
W październiku 1920 roku został zwolniony z wojska, wrócił do szkoły i w maju 1921 roku zdał maturę. Następnie zapisał się na Wydział Prawa Uniwersytetu Warszawskiego.
Po zakończeniu studiów wrócił do Łodzi i rozpoczął praktykę adwokacką. W 1926 roku otrzymał tytuł magistra praw i odbył aplikację w Łodzi. W 1930 roku otworzył własną kancelarię adwokacką. Od tej pory, obok pracy zawodowej, poświęcił się całkowicie twórczości poetyckiej, o czym jednak wiedzieli tylko jego najbliżsi. Poeta ukrywał się z pisaniem wierszy, obawiając się widocznie ośmieszenia czy niezrozumienia w swym środowisku zawodowym. Poza kręgiem przyjaciół na ogół nie orientowano się, że mecenas Aleksander Braunsztajn (jego pierwsze imię) i poeta Mieczysław Braun to ta sama osoba.
W 1919 roku publikował wiersze w „Głosie Polskim”. Później publikował w czasopismach „Skamander”, „Wiadomości Literackie”, „Nowa Sztuka”, „Zwrotnica”, „Almanach Nowej Sztuki” oraz łódzkich gazetach „Republika” i „Express Ilustrowany”. W 1927 roku publikował w „Naszym Przeglądzie”, w latach 1935–1939 w „Naszej Opinii” oraz w latach 1937–1938 w „Sterze”.
Współpracował z „Nową Kulturą”. Był współpracownikiem „Kultury Robotniczej”, legalnego organu Komunistycznej Partii Robotniczej Polski.
Po wybuchu II wojny światowej przedostał się wraz z żoną Jadwigą do Lwowa. Nie zdecydował się na ucieczkę z kraju, ufając że wychowani w zachodniej kulturze Niemcy nie pogwałcą praw człowieka. W styczniu 1940 roku przeniósł się do Warszawy. W listopadzie tego samego roku trafił do getta warszawskiego, gdzie pracował na poczcie przy sortowaniu korespondencji. Zmarł na tyfus plamisty. Został pochowany na cmentarzu żydowskim przy ulicy Okopowej w Warszawie (kwatera 69, rząd 10). 8 lutego 1942 roku w getcie odbyło się uroczyste spotkanie upamiętniające poetę, na które przybyło kilkaset osób.

## Wybrana twórczość
- 1979: Wybór poezji
- 1938: Poezja pracy: wiersze wybrane[7]
- 1937: Sonety[8]
- 1936: Żywe stronice[9]
- 1930: Rzemiosław: poezje
- 1930: Sygnał z Marsa[10]
- 1929: Liść dębowy[11]
- 1928: Przemysły[12]
- 1926: Rzemiosła[13]